# バーモント州知事の一覧
バーモント州知事は、アメリカ合衆国バーモント州の州知事である。

## 一覧
以下の一覧では、アメリカ合衆国の建国と同時期に短期間存在したバーモント共和国の政府の長（便宜上知事と呼ぶ）についても記す。

### バーモント共和国
| # | 氏名                   | 政党   | 任期            |
| - | ---------------------- | ------ | --------------- |
| 1 | トーマス・チッテンデン | 無所属 | 1778年 - 1789年 |
| 2 | モーゼス・ロビンソン   | 無所属 | 1789年 - 1790年 |
| 3 | トーマス・チッテンデン | 無所属 | 1790年 - 1791年 |

### バーモント州
| #  | 氏名                                   | 政党                                 | 任期                            |
| -- | -------------------------------------- | ------------------------------------ | ------------------------------- |
| 1  | トーマス・チッテンデン                 | 無所属                               | 1791年3月4日 - 1797年8月25日    |
| 2  | ポール・ブリガム                       | 民主共和党                           | 1797年8月25日 - 1797年10月16日  |
| 3  | アイザック・ティチェノア               | 連邦党                               | 1797年10月16日 - 1807年10月9日  |
| 4  | イズリアル・スミス                     | 民主共和党                           | 1807年10月9日 - 1808年10月14日  |
| 5  | アイザック・ティチェノア               | 連邦党                               | 1808年10月14日 - 1809年10月14日 |
| 6  | ジョナス・ガルーシャ                   | 民主共和党                           | 1809年10月14日 - 1813年10月23日 |
| 7  | マーティン・チッテンデン               | 連邦党                               | 1813年10月23日 - 1815年10月14日 |
| 8  | ジョナス・ガルーシャ                   | 民主共和党                           | 1815年10月14日 - 1820年10月23日 |
| 9  | リチャード・スキナー                   | 民主共和党                           | 1820年10月23日 - 1823年10月10日 |
| 10 | コーネリアス・ヴァン・ネス             | 民主共和党                           | 1823年10月10日 - 1826年10月13日 |
| 11 | エズラ・バトラー                       | 国民共和党                           | 1826年10月13日 - 1828年10月10日 |
| 12 | サミュエル・クラフト                   | 国民共和党                           | 1828年10月10日 - 1831年10月18日 |
| 13 | ウィリアム・パーマー                   | 反メイソン党                         | 1831年10月18日 - 1835年11月2日  |
| 14 | サイラス・ジェニソン                   | ホイッグ党                           | 1835年11月2日 - 1841年10月15日  |
| 15 | チャールズ・ペイン                     | ホイッグ党                           | 1841年10月15日 - 1843年10月13日 |
| 16 | ジョン・ピッグ                         | ホイッグ党                           | 1843年10月13日 - 1844年10月11日 |
| 17 | ウィリアム・スレイド                   | ホイッグ党                           | 1844年10月11日 - 1846年10月9日  |
| 18 | ホレイス・イートン                     | ホイッグ党                           | 1846年10月9日 - 1848年10月      |
| 19 | カーロス・クーリッジ                   | ホイッグ党                           | 1848年10月 - 1850年10月11日     |
| 20 | チャールズ・K・ウィリアムズ            | ホイッグ党                           | 1850年10月11日 - 1852年10月     |
| 21 | エラスタス・フェアバンクス             | ホイッグ党                           | 1852年10月から1853年10月        |
| 22 | ジョン・S・ロビンソン                  | 民主党                               | 1853年10月 - 1854年10月13日     |
| 23 | スティーヴン・ロイス                   | ホイッグ党（第1期）/ 共和党（第2期） | 1854年10月13日 - 1856年10月10日 |
| 24 | ライランド・フレッチャー               | 共和党                               | 1856年10月10日 - 1858年10月10日 |
| 25 | ハイランド・ホール                     | 共和党                               | 1858年10月10日 - 1860年10月12日 |
| 26 | エラスタス・フェアバンクス             | 共和党                               | 1860年10月12日 - 1861年10月11日 |
| 27 | フレデリック・ホルブルック             | 共和党                               | 1861年10月11日 - 1863年10月9日  |
| 28 | J・グレゴリー・スミス                  | 共和党                               | 1863年10月9日 - 1865年10月13日  |
| 29 | ポール・ディロン                       | 共和党                               | 1865年10月13日 - 1867年10月13日 |
| 30 | ジョン・B・ペイジ                      | 共和党                               | 1867年10月13日 - 1869年10月15日 |
| 31 | ピーター・T・ウォッシュバーン          | 共和党                               | 1869年10月15日 - 1870年2月7日   |
| 32 | ジョージ・W・ヘンディー                | 共和党                               | 1870年2月7日 - 1870年10月6日    |
| 33 | ジョン・W・ステュアート                | 共和党                               | 1870年10月6日 - 1872年10月3日   |
| 34 | ジュリアス・コンヴァース               | 共和党                               | 1872年10月3日 - 1874年10月8日   |
| 35 | アサヘル・ペック                       | 共和党                               | 1874年10月8日 - 1876年10月5日   |
| 36 | ホレイス・フェアバンクス               | 共和党                               | 1876年10月5日 - 1878年10月3日   |
| 37 | レッドフィールド・プロクター           | 共和党                               | 1878年10月3日 - 1880年10月7日   |
| 38 | ロズウェル・ファーナム                 | 共和党                               | 1880年10月7日 - 1882年10月5日   |
| 39 | ジョン・L・バーストウ                  | 共和党                               | 1882年10月5日 - 1884年10月2日   |
| 40 | サミュエル・E・ピングリー              | 共和党                               | 1884年10月2日 - 1886年10月7日   |
| 41 | エベネザー・J・オームズビー            | 共和党                               | 1886年10月7日 - 1888年10月4日   |
| 42 | ウィリアム・P・ディリング              | 共和党                               | 1888年10月4日 - 1890年10月2日   |
| 43 | キャロル・S・ペイジ                    | 共和党                               | 1890年10月2日 - 1892年10月6日   |
| 44 | リーヴァイ・K・フラー                  | 共和党                               | 1892年10月6日 - 1894年10月4日   |
| 45 | アーバン・A・ウッドベリー              | 共和党                               | 1894年10月4日 - 1896年10月8日   |
| 46 | ジョサイア・グラウト                   | 共和党                               | 1896年10月8日 - 1898年10月6日   |
| 47 | エドワード・カーティス・スミス         | 共和党                               | 1898年10月6日 - 1900年10月4日   |
| 48 | ウィリアム・W・スティックニー          | 共和党                               | 1900年10月4日 - 1902年10月3日   |
| 49 | ジョン・G・マカロー                    | 共和党                               | 1902年10月3日 - 1904年10月6日   |
| 50 | チャールズ・J・ベル                    | 共和党                               | 1904年10月6日 - 1906年10月4日   |
| 51 | フレッチャー・D・プロクター            | 共和党                               | 1906年10月4日 - 1908年10月8日   |
| 52 | ジョージ・H・プロウティ                | 共和党                               | 1908年10月8日 - 1910年10月5日   |
| 53 | ジョン・A・ミード                      | 共和党                               | 1910年10月5日 - 1912年10月3日   |
| 54 | アレン・M・フレッチャー                | 共和党                               | 1912年10月3日 - 1915年1月7日    |
| 55 | チャールズ・W・ゲイツ                  | 共和党                               | 1915年1月7日 - 1917年1月4日     |
| 56 | ホレイス・F・グラハム                  | 共和党                               | 1917年1月4日 - 1919年1月9日     |
| 57 | パーシヴァル・W・クレメント            | 共和党                               | 1919年1月9日 - 1921年1月6日     |
| 58 | ジェームズ・ハートネス                 | 共和党                               | 1921年1月6日 - 1923年1月4日     |
| 59 | レッドフィールド・プロクター・ジュニア | 共和党                               | 1923年1月4日 - 1925年1月8日     |
| 60 | フランクリン・S・ビリングス            | 共和党                               | 1925年1月8日 - 1927年1月6日     |
| 61 | ジョン・E・ウィークス                  | 共和党                               | 1927年1月6日 - 1931年1月8日     |
| 62 | スタンリー・C・ウィルソン              | 共和党                               | 1931年1月8日 - 1935年1月10日    |
| 63 | チャールズ・マンリー・スミス           | 共和党                               | 1935年1月10日 - 1937年1月7日    |
| 64 | ジョージ・デイヴィッド・エイケン       | 共和党                               | 1937年1月7日 - 1941年1月9日     |
| 65 | ウィリアム・H・ウィルズ                | 共和党                               | 1941年1月9日 - 1945年1月4日     |
| 66 | モーティマー・R・プロクター            | 共和党                               | 1945年1月4日 - 1947年1月9日     |
| 67 | アーネスト・W・ギブソン・ジュニア      | 共和党                               | 1947年1月9日 - 1950年1月16日    |
| 68 | ハロルド・J・アーサー                  | 共和党                               | 1950年1月16日 - 1951年1月4日    |
| 69 | リー・E・エマーソン                    | 共和党                               | 1951年1月4日 - 1955年1月6日     |
| 70 | ジョゼフ・B・ジョンソン                | 共和党                               | 1955年1月6日 - 1959年1月8日     |
| 71 | ロバート・T・スタッフォード            | 共和党                               | 1959年1月8日 - 1961年1月5日     |
| 72 | F・レイ・キーザー・ジュニア            | 共和党                               | 1961年1月5日 - 1963年1月10日    |
| 73 | フィリップ・H・ホフ                    | 民主党                               | 1963年1月10日 - 1969年1月9日    |
| 74 | ディーン・C・デイヴィス                | 共和党                               | 1969年1月9日 - 1973年1月4日     |
| 75 | トーマス・P・サーモン                  | 民主党                               | 1973年1月4日 - 1977年1月6日     |
| 76 | リチャード・A・スネリング              | 共和党                               | 1977年1月6日 - 1985年1月10日    |
| 77 | マデリン・M・カニン                    | 民主党                               | 1985年1月10日 - 1991年1月10日   |
| 78 | リチャード・A・スネリング              | 共和党                               | 1991年1月10日 - 1991年8月14日   |
| 79 | ハワード・ディーン                     | 民主党                               | 1991年8月14日 - 2003年1月9日    |
| 80 | ジム・ダグラス                         | 共和党                               | 2011年1月6日 - 2003年1月9日     |
| 81 | ピーター・シュムリン                   | 民主党                               | 2011年1月6日 - 2017年1月5日     |
| 82 | フィル ・ スコット                     | 共和党                               | 2017年1月5日                    |